# Rauensche Berge

Lage der Rauenschen Berge (rot markiert) in Brandenburg

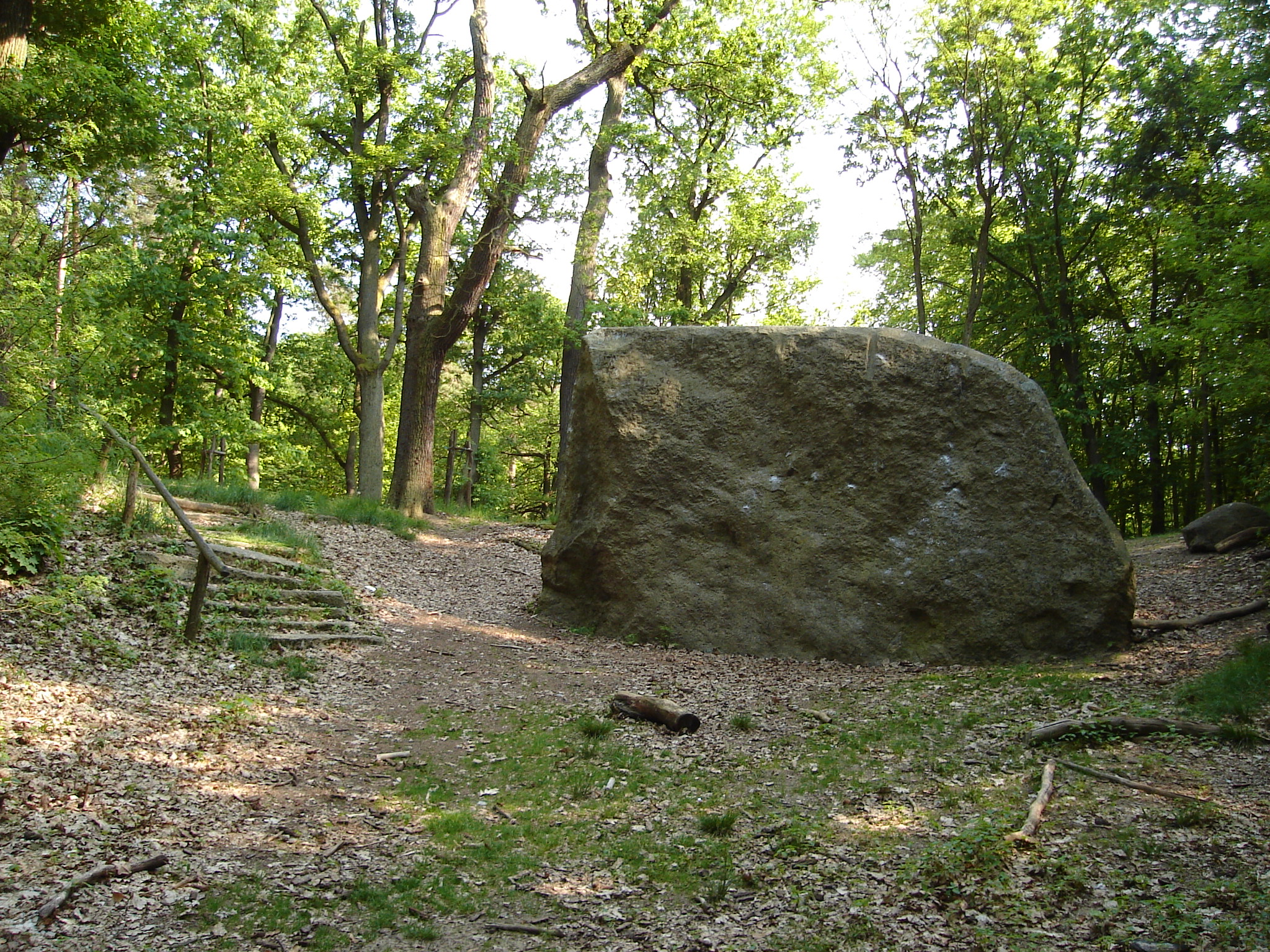
Großer Markgrafenstein

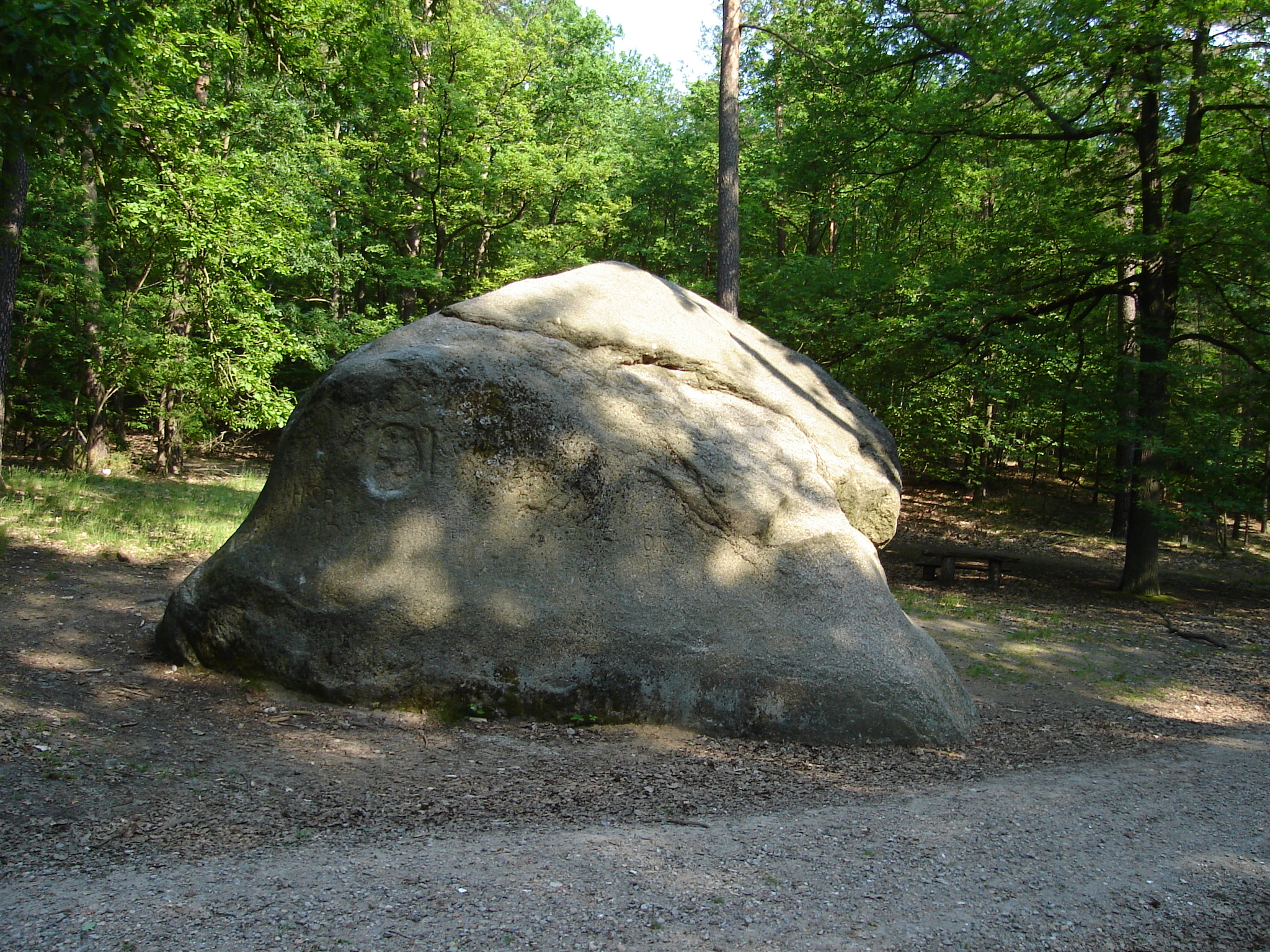
Kleiner Markgrafenstein

Die Rauenschen Berge (auch Rauener Berge genannt) sind benannt nach dem Ort Rauen in Brandenburg. Sie liegen südlich von Fürstenwalde/Spree und ihre höchste Erhebung ist 153 Meter hoch. Berühmt und bekannt sind die Rauenschen Berge vor allem für die Markgrafensteine. Die Rauenschen Berge liegen in einer bewaldeten Landschaft und befinden sich südlich der Autobahn 12 (von Berlin nach Frankfurt (Oder) und weiter nach Polen). Im Landkreis Oder-Spree ist nur der Hutberg noch höher. Südlich von Fürstenwalde/Spree liegt der ehemalige Bunker Fuchsbau, der bis 1994 Bundeswehrstandort gewesen war.

## Geografie und Entstehung
Die Rauenschen Berge liegen knapp südlich des Berliner Urstromtals. Sie sind, wie ganz Brandenburg, während des Eiszeitalters von dem aus Skandinavien vorstoßenden Inlandeis geformt worden. Zwar bestehen sie deshalb vorwiegend aus eiszeitlichen Ablagerungen (Schmelzwassersand und Geschiebemergel); eine Besonderheit ist jedoch das gehäufte Auftreten von Sedimenten aus dem Tertiär (Sand und Braunkohle). Sie sind ein Beleg dafür, dass das Material, aus dem die Rauenschen Berge bestehen, durch den Druck der vorstoßenden Gletscher intensiv gestört (gestaucht) wurde, da Ablagerungen des Tertiärs normalerweise deutlich tiefer liegen. Nach den Ergebnissen aus Bohrungen ist man sich zurzeit relativ sicher, dass die Rauenschen Berge bereits in der vorletzten Eiszeit, der Saaleeiszeit, entscheidend geformt wurden. Das jüngste Eis, das weichseleiszeitliche, hat die Berge zwar überfahren und nachgeformt; die Wirkung blieb aber hinter dem saalezeitlichen Eis zurück. Daher kann man die Rauenschen Berge nicht vereinfachend als Endmoräne bezeichnen. Der Begriff Stauchmoräne ist zutreffender.

## Die Markgrafensteine
Innerhalb der Rauenschen Bergen befinden sich die Markgrafensteine. Es handelt sich um zwei Findlinge oder Geschiebe, welche durch die Eiszeit mit dem Inlandeis aus Skandinavien kamen. Sie sind ein beliebter Anziehungspunkt für Ausflügler und weit über die Region bekannt.
Die Markgrafensteine wurden 2006 in die Liste der 77 ausgezeichneten Nationalen Geotope aufgenommen.

## Bergbau
Im 18. Jahrhundert entdeckte man in den Rauenschen Bergen mehrere Braunkohlelagerstätten. Nach genaueren Erkundungen im Jahre 1829 im Schlangengrund und am Teufelssee begann der Abbau im Jahr 1842. Das erste Schürfgesuch stellte der Maurermeister F. Schilling am 26. April 1841 beim königlichen Bergamt in Rüdersdorf. In den folgenden Jahren übernahm Conrad von Rappard dieses Grubenfeld. Mit dem Beginn des Abbaus zogen viele Berliner nach Rauen und die Einwohnerzahl des Ortes verdoppelte sich. Von 1843 bis 1874 wurden 1.740.000 m³ Braunkohle in den Rauenschen Bergen gefördert. Der Abbau im Simon-Stollen erfolgte bis 1924. Nach dem Zweiten Weltkrieg eröffnete man in Petersdorf noch einmal ein Abbaugebiet. Dieses wurde bis ins Jahr 1950 betrieben. In den Rauenschen Bergen wurde nicht nur Kohle abgebaut, sondern auch Formsande und Ton. Der Grubensee und die Tongruben in Bad Saarow sind die Hinterlassenschaften dieses Abbaus.
Der im nordöstlichen Teil der Rauenschen Berge liegende Bunker Fuchsbau wurde teilweise über den Stollensystemen aus der Zeit des Braunkohlebergbaus errichtet.

## Trigonometrischer Punkt I. Ordnung
Rauen, Rauener Berg (ehemals „Colpiner Forst I“), ist eine Festlegung I. Ordnung des Deutschen Hauptdreiecksnetzes (DHDN). Erste Hinweise auf das Vorhandensein eines Triangulationspunktes auf dem Rauener Berg stammen aus einem Zeitungsbericht aus dem „Fürstenwalder Wochenblatt“ von 1879. Dieser Bericht informiert über die Existenz eines stark verfallenen Turmes. Dieser zeitliche Zusammenhang und die günstige geografische Lage deuten darauf hin, dass es sich bei betreffendem Turm um einen Signalturm handelt, den trigonometrischen Punkt „Rauener Berg“.
Aus dem vermessungstechnischen Entstehungsnachweis des Punktes Rauener Berg geht hervor, dass der 1909 entstandene Punkt I. Ordnung identisch ist mit dem früheren Punkt II. Ordnung „Colpiner Forst I“. Unstrittig ist also, dass schon vor 1909 ein Triangulationspunkt II. Ordnung an selber Stelle existierte. In den Jahren 1908 bis 1913 wurde bei der Triangulation der Verbindungskette Berlin–Schubin der Triangulationspunkt „Colpiner Forst I“ eingebunden, als Beobachtungspunkt benutzt und im Folgenden zum Punkt I. Ordnung erhoben. Zu diesem Zweck wurde ein Signalturm errichtet, von dem aus die Richtungen nach Seefeld (heute Polen), Treppeln (Hutberg), Biebersdorf (Marienberg), Stülpe (Golmberg), Torgelow (Dannenberg) und nach Berlin (Rathaus) beobachtet wurden.
Das Zentrum der Station Rauen „Colpiner Forst I“ ist Hauptpunkt des trigonometrischen Netzes I. Ordnung und wurde Bestandteil des Reichsdreiecksnetzes (RDN).
Auch in jüngerer Vergangenheit behielt der Punkt seine besondere Bedeutung. Von 1945 bis 1947 berechnete das ehemalige Institut für Erdmessung in Bamberg das Zentraleuropäische Netz (ZEN). Das ZEN ist ein Rahmennetz gebildet aus gewählten Dreiecksketten. Den deutschen Anteil leistete das Reichsdreiecksnetz. Der Punkt „Colpiner Forst I“ war Hauptpunkt im ZEN von 1950. Da der 1909 benutzte Signalturm nicht mehr existierte, wurden die notwendigen Beobachtungen von dem exzentrisch stehenden und für Beobachtungszwecke ausgebauten Brandwachturm durchgeführt.
Im Jahr 1963 wurden die Beobachtungen bzw. der Richtungssatz von 1909 auf das Exzentrum bezogen und in einer neuerlichen Netzausgleichung verwendet. Im Zuge dieser Arbeiten fand die Umbenennung des trigonometrischen Punktes „Colpiner Forst I“ in „Rauen, Rauener Berg“ statt.
1967 wurden im Rahmen des deutsch-polnischen Anschlusses weitere Winkelmessungen vom Rauener Berg durchgeführt. In den Jahren 1971 und 1974 fanden astronomische Beobachtungen zur Bestimmung des Azimuts nach „Dannenberg, Torgelow“ nach zwei verschiedenen Verfahren statt. Der trigonometrische Punkt „Rauener Berg“ war Hauptpunkt I. Ordnung im Astronomisch Geodätischen Netz (AGN) von 1983, dem einheitlichen Netz der osteuropäischen Länder. Die Bedeutung des Punktes ist bis zum heutigen Tage unbestritten, so dass sein Fortbestehen unabdingbar bleibt. Die Festpunkte der I. Ordnung werden im Land Brandenburg aus diesem Grunde auch zukünftig gepflegt.

## Beobachtungstürme am trigonometrischen Punkt

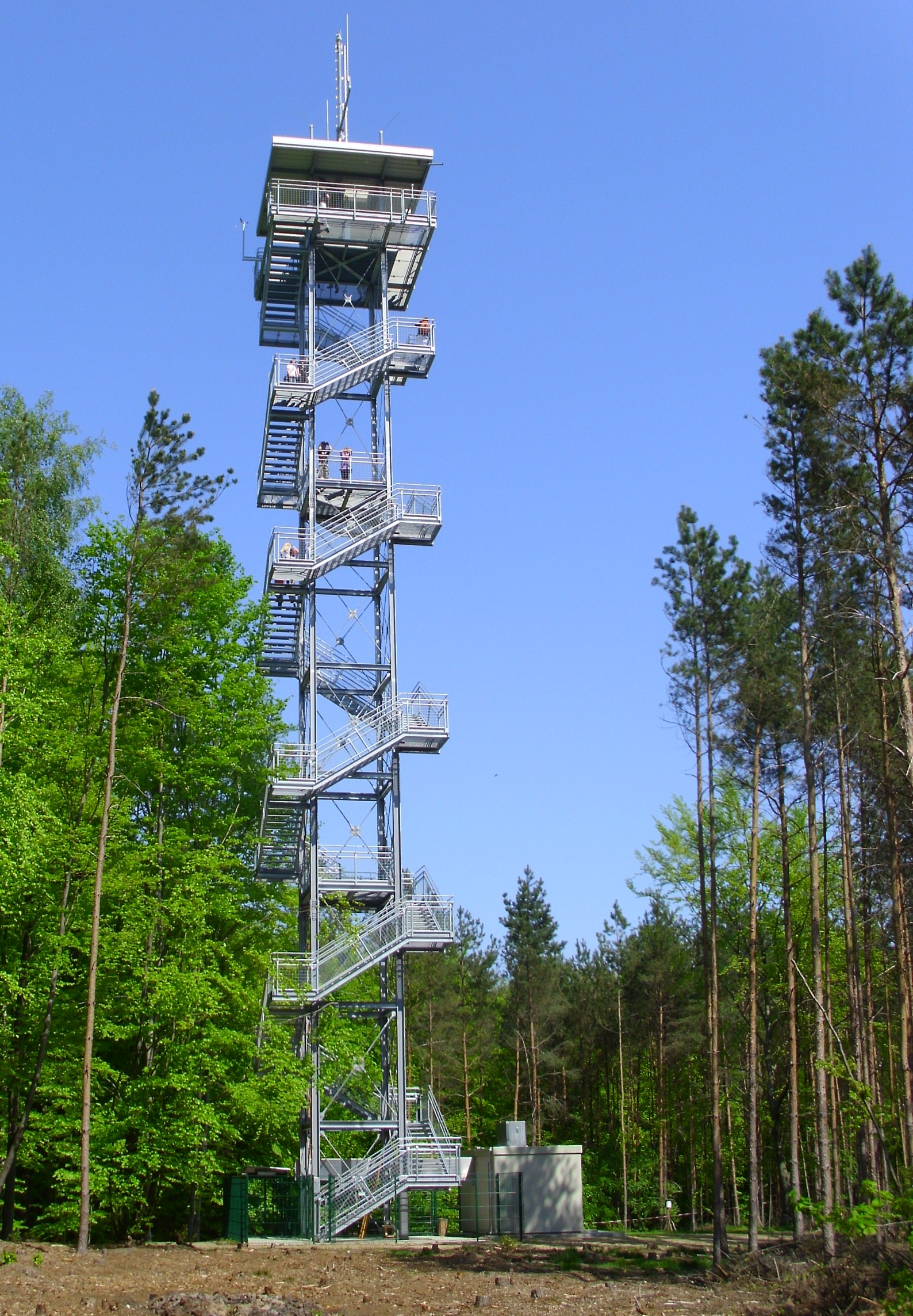
Aussichtsturm

In den Rauenschen Bergen gab es in verschiedenen Zeiträumen Türme, die häufig als Aussichtspunkte genutzt wurden. Der Zweck ihrer Errichtung liegt jedoch in anderen Ursachen begründet; häufig sind es Aufgaben der Landesvermessung.
Ein Bericht im „Fürstenwalder Wochenblatt“ erwähnt bereits 1879 einen stark verfallenen Turm.
Die exponierte Lage und der Umstand, dass seit etwa 1860 Signaltürme zur Landesvermessung errichtet worden sind, lassen auf seine vermessungstechnische Verwendung schließen. Gesichert ist diese Erkenntnis nicht.
Im Jahre 1907 wurde durch den Militärfiskus ein 44 m hoher Beobachtungsturm über dem trigonometrischen Punkt „Rauener Berg“ errichtet. Die aufwendige Holzkonstruktion bestand aus zwölf hölzernen Standpfeilern und enthielt eine Beobachtungsplattform in 28 m Höhe. Von diesem Beobachtungsturm aus wurden zwischen 1908 und 1913 trigonometrische Messungen in der Verbindungskette Berlin–Schubin ausgeführt.
Der Turm war für die Öffentlichkeit als Aussichtsturm freigegeben.
Seit Anfang des 20. Jahrhunderts gab es intensive Bestrebungen zur Errichtung eines Bismarckturmes in den Rauenschen Bergen. Ein Bürgerverein in Rauen plante die Errichtung eines massiven Bismarckturmes aus Stein, der aus Geldmangel nie realisiert wurde. Der trigonometrische Signalturm wird in Darstellungen teilweise als Bismarckturm bezeichnet.
Nachdem der Turm 1920 durch Blitzschlag unbesteigbar geworden war, wurde am 20. August 1922 ein neuer Holzturm erbaut. Obwohl häufig als Aussichtsturm bezeichnet, diente er wiederum der Triangulation. Der Turm hatte sechs Standpfeiler. Die Konstruktion bestand aus zwei dreiseitigen Pyramiden; auf deren Spitzen die Signal- bzw. die Instrumentenplattform verankert waren. Wie lange dieser 21 m hohe Beobachtungs- und Signalturm genutzt wurde, ist nicht bekannt.
Während des Zweiten Weltkrieges ist ein 35 m hoher Wachturm aus Holz nachgewiesen, der in 30 m Höhe mit einer Kanzel zur Luftraumbeobachtung versehen war. Später wurden am Fuße des Turmes ein Blockhaus und ein 50 bis 60 m hoher viereckiger, durch Spannseile gesicherter Stahlturm ergänzt.
Nach dem Krieg kappten örtliche Fuhrleute die Drahtseile. Der Stahlturm stürzte 1946 nach einem Sturm ein. Der Holzturm brannte von der Kanzel aus ab.
Der 1954 errichtete Turm zur Waldbrandbeobachtung wurde ab 1955 nachweislich auch als Beobachtungs- und Signalturm der Landesvermessung verwendet. Der aus Holz errichtete Turm mit Brandwache hatte eine Höhe von 28 m. Der mit der verstärkten Nutzung der Bunkeranlage „Fuchsbau“ in den Rauenschen Bergen (ab 1960 durch den Luftschutz Berlin, ab 1963 von der Nationalen Volksarmee) einhergehende militärstrategische Bedeutungszuwachs der Region führte zum Abbruch der Waldbrandbeobachtungen. Es kam daraufhin zu baulichen Veränderungen des Turmes.
Aus Unterlagen der Landesvermessung geht hervor, dass seit 1962 Beobachtungen vom exzentrisch zum trigonometrischen Punkt befindlichen Brandwachturm für verschiedene Messungskampagnen durchgeführt wurden. Der Holzturm bestand aus getrennten Konstruktionen für den möglichst schwingungsarmen Aufbau des Vermessungsinstrumentes einerseits sowie den Beobachter bzw. das Signal andererseits. Die Beobachtungsplattform befand sich in einer Höhe von 22 m.
Am 29. April 2000 wurde dieser letzte im Land Brandenburg vorhandene 25-m-Beobachtungsturm durch das Technische Hilfswerk gesprengt, da er für die Landesvermessung keine Bedeutung mehr hatte und durch bauliche Schäden eine zunehmende Gefahr darstellten.
Nachdem ein Förderverein in Rauen mehrere Jahre bestrebt war, einen Aussichtsturm über der Achse des trigonometrischen Punktes „Rauener Berg“ neu zu errichten, erfolgte am 6. Juli 2011 die symbolische Grundsteinlegung, wobei die Arbeiten schon zuvor begonnen hatten. Der öffentlich zugängliche Aussichtsturm mit einer 39,70 Meter hohen, unverkleideten Stahlkonstruktion wurde im September 2011 eröffnet.